# Harrier Attack
Pour les articles homonymes, voir Harrier.
Harrier Attack est un jeu vidéo de type shoot them up développé par Durell Software et sorti en 1983. 
Le jeu est semble-t-il d'abord sorti sur Oric puis a été porté sur Sinclair ZX Spectrum et Amstrad CPC par Mike Richardson.
Le jeu existe également sous le nom Harrier Attack!, Exocet et Alerta Misiles. Le joueur dirige un avion de combat Harrier au-dessus d'une île. La mission du joueur consiste à détruire les bâtiments et avions ennemis.

## Synopsis
Le contexte du jeu est situé pendant la guerre des Malouines, qui a opposé le Royaume Uni à l'Argentine en 1982.

## Système de jeu
Harrier Attack est un shoot them up à défilement horizontal. 

### Mouvements
L'avion peut monter, descendre, accélérer et décélérer.

### Armes
L'avion peut tirer des missiles et larguer des bombes.

## Portages et rééditions
- 1983 : Sinclair ZX Spectrum[3]
- 1984 : Amstrad CPC (édité par Amsoft)[4]
- 1984 : Commodore 64[5]

## Accueil
Amstrad Action lui attribue une note de 45% pour le graphisme et 35% pour le son.